# Senegal nos Jogos Olímpicos de Verão de 1976
Senegal competiu nos Jogos Olímpicos de Verão de 1976 em Montreal, Canada.
Senegal foi um dos dois únicos países africanos a participarem dos Jogos Olímpicos de 1976 (o outro foi a Costa do Marfim), apesar do grande boicote africano.

## Resultados por Evento

### Atletismo
Revezamento 4x100m masculino
- Christian Dorosario, Momar Ndao, Barka Sy, e Adama Fall
  - Eliminatória — 40.40
  - Semifinal — 40.37 (→ não avançou)

Salto em distância masculino
- Ibrahima Ba
  - Classificatória — 6,96 m (→ não avançou)

Lançamento de disco masculino
- Ibrahima Gueye
  - Classificatória — 52,82 m (→ não avançou)